# STARDOM DREAM QUEENDOM
STARDOM DREAM QUEENDOMはスターダムのプロレス興行。また、同興行を扱うPPVの名称。

## 概要
スターダムの年間最終興行であり、2022年までは年間最大クラスの興行であった。毎年12月29日に両国国技館にて行われる。
例年、5★STAR GP期間後半のビックマッチ（主に最終日の優勝決定戦）で開催が発表される。

## STARDOM DREAM QUEENDOM 2021
9月25日、大田区総合体育館での「STARDOM 5★STAR GP2021優勝決定戦」にて8年ぶりの両国国技館進出となる大会、「STARDOM RYOGOKU DREAＭ QUEENDOM 2021～両国美神王国～」を12月29日に開催することを発表した。その後、タイトルが「STARDOM DREAM QUEENDOM 2021」と改題された。
| ◆5WAYバトル 10分1本勝負 |                                                |                                   |
| フキゲンです★ | 6分30秒 後方回転エビ固め                       | 月山和香                          |
| ※もう三人はレディ・C、鹿島沙希、吏南 |                                                |                                   |
| ◆フューチャー・オブ・スターダム選手権試合 15分1本勝負 |                                                |                                   |
| 羽南 | 5分20秒 バックドロップホールド                 | 琉悪夏                            |
| ※第7代王者の琉悪夏が3度目の防衛に失敗。羽南が第8代王者となる |                                                |                                   |
| ◆アーティスト・オブ・スターダム選手権試合 30分1本勝負 |                                                |                                   |
| なつぽい ひめか ○舞華 | 13分23秒 みちのくドライバーⅡ→体固め            | 桜井まい● ウナギ・サヤカ 白川未奈 |
| ◆ハイスピード選手権試合 3WAYバトル 30分1本勝負 |                                                |                                   |
| スターライト・キッド | 7分56秒 横入式エビ固め                         | コグマ                            |
| ※もう一人はAZM |                                                |                                   |
| ※第21代王者のスターライト・キッドが4度目の防衛に成功 |                                                |                                   |
| ◆ジュリア復帰戦＆小波ラストマッチ 30分1本勝負 |                                                |                                   |
| ジュリア | 12分6秒 グロリアスドライバー→片エビ固め        | 小波                              |
| ◆10周年記念タッグマッチ：スターダム・リユニオン 30分1本勝負 |                                                |                                   |
| 彩羽匠 ○岩谷麻優 | 15分36秒 ムーンサルト・プレス→片エビ固め       | 葉月 ●渡辺桃                      |
| ◆ワンダー・オブ・スターダム選手権試合 30分1本勝負 |                                                |                                   |
| 上谷沙弥 | 21分59秒 フェニックス・スプラッシュ→片エビ固め | 中野たむ                          |
| ※第15代王者の中野たむが7度目の防衛に失敗。上谷沙弥が第16代王者となる                                                                                                 |                                                |                                   |
| ◆ワールド・オブ・スターダム＆SWA世界 二冠選手権試合 時間無制限1本勝負                                                                                                |                                                |                                   |
| 朱里 | 36分33秒 朱世界→片エビ固め                     | 林下詩美                          |
| ※第13代ワールド・オブ・スターダム王者の林下詩美が10度目の防衛に失敗。 ※第7代SWA王者の朱里が9度目の防衛に成功するとともに、第14代ワールド・オブ・スターダム王者となる |                                                |                                   |

### 主な出来事
- 2022年3月26日、27日に両国国技館で「STARDOM WORLD CLIMAX 2022」を2日連続開催することを発表した[2]。
- 小波がこの大会を最後にスターダムを退団。

## STARDOM DREAM QUEENDOM 2022
2022年9月11日に横浜武道館にて行われた、『5★STAR GP 2022横浜大会』にて開催を発表。12月29日の両国国技館での開催は2年連続となる。
JRAが冠協賛に就任し、中山競馬場が冠スポンサーとなった。

### 対戦カード
| 第0試合 ◆スターダム・ランブル 時間無制限                                                                                   |                                              |                                       |
| ○S・S・スターダム・マシン ○S・S・スターダム・ジャイアント・マシン                                                          | 20分53秒 フライングボディプレス→体固め       | 天咲光由                              |
| 退場順：①レディ・C、②妃南、③稲葉ともか、④吏南、⑤水森由菜、⑥SAKI、⑦月山和香、⑧菊タロー、⑨ゴキゲンです☆、⑩ラム会長           |                                              |                                       |
| 第1試合 ◆ハイスピード選手権試合 30分1本勝負                                                                                |                                              |                                       |
| AZM | 9分39秒 ヌメロウノ                           | 清水ひかり                            |
| ※第22代王者のAZMが9度目の防衛に成功                                                                                        |                                              |                                       |
| 第2試合 ◆プレ・トライアングルダービー 15分1本勝負                                                                          |                                              |                                       |
| 向後桃 羽南 ○岩谷麻優 | 12分4秒 ドラゴンスープレックスホールド       | 葉月 コグマ 飯田沙耶●                 |
| 第3試合 ◆タッグマッチ 15分1本勝負                                                                                          |                                              |                                       |
| ウナギ・サヤカ ○白川未奈                                                                                                   | 10分13秒 グラマラスドライバーMINA→片エビ固め | テクラ● 桜井まい                      |
| 第4試合 ◆ゴッデス・オブ・スターダム選手権 次期挑戦者決定3WAYバトル 15分1本勝負                                             |                                              |                                       |
| ひめか ○舞華 | 10分6秒 みちのくドライバーⅡ→片エビ固め       | 琉悪夏● 刀羅ナツコ                    |
| ※もう一チームはMIRAI＆壮麗亜美                                                                                             |                                              |                                       |
| 第5試合 ◆スペシャル・シングルマッチ 15分1本勝負                                                                            |                                              |                                       |
| KAIRI | 15分00秒 時間切れ引き分け                    | 林下詩美                              |
| 第6試合 ◆アーティスト・オブ・スターダム選手権試合 ハードコアマッチ 30分1本勝負                                             |                                              |                                       |
| 柊くるみ ○鈴季すず 世羅りさ                                                                                                | 15分54秒 ジャーマンスープレックスホールド    | 渡辺桃 スターライト・キッド 鹿島沙希● |
| ※第27代王者組の鹿島沙希＆スターライト・キッド＆渡辺桃が6度目の防衛に失敗。世羅りさ＆鈴季すず＆柊くるみが第28代王者組となる |                                              |                                       |
| 第7試合 ◆ゴッデス・オブ・スターダム選手権試合 30分1本勝負                                                                  |                                              |                                       |
| ○優宇 高橋奈七永 | 15分57秒 ラストライド→エビ固め               | なつぽい● 中野たむ                    |
| ※第15代王者組の中野たむ＆なつぽいが3度目の防衛に失敗。高橋奈七永＆優宇が第16代王者組となる                                 |                                              |                                       |
| 第8試合 ◆ワンダー・オブ・スターダム選手権試合 30分1本勝負                                                                  |                                              |                                       |
| 上谷沙弥 | 16分33秒 フランケンシュタイナー              | 梅咲遥                                |
| ※第16代王者の上谷沙弥が12度目の防衛に成功                                                                                  |                                              |                                       |
| 第9試合 ◆ワールド・オブ・スターダム選手権試合 30分1本勝負                                                                  |                                              |                                       |
| ジュリア | 29分51秒 バーミリオン→片エビ固め             | 朱里                                  |
| ※第14代王者の朱里が11度目の防衛に失敗。ジュリアが第15代王者となる                                                          |                                              |                                       |

### 主な出来事
- 大会開催前、新たに導入される選手バスのお披露目が行われた[5][6]。
- 第0試合でスーパー・ストロング・スターダム・ジャイアント・マシンが初登場。なお、その試合では2人が勝利するというバトルロイヤルでは珍しい決着となった。
- 第1試合終了後、翌年4月23日に横浜アリーナにて「ALLSTAR GRAND QUEENDOM 2023」を開催することが発表された。
- 第3試合で白川未奈が負傷から復帰。試合後、白川未奈がウナギ・サヤカを急襲しタッグチームの「ピンクカブキ」の解散を突きつける。そして、ザイヤ・ブルックサイドとマライア・メイを呼び込み、白川とザイヤ、マライアの3名での新タッグ「Club Venus」結成を発表[7]。
- 「ギャン期」であったウナギ・サヤカがこの大会をもってスターダムを離脱[8]。
- 第4試合で勝利し、ゴッデス王座の挑戦権を手にした舞華&ひめか組は、翌年2月に優宇&高橋奈七永組に挑戦するも敗れた。
- 上谷沙弥がワンダー王座の防衛に成功したため、防衛期間が一年を突破した。
- メインイベントではジュリアが新技バーミリオンを初披露。なお、公式記録ではグロリアス式ノーザンライトボムとなっている。

## STARDOM DREAM QUEENDOM 2023
2022年9月30日に横浜武道館にて行われた、『STAR☆VERSE Presents 5★STAR GP 2023～優勝決定戦～Supported by SoftBank』にて開催を発表。12月29日の両国国技館での開催は3年連続となる。
JRAが冠協賛に2年連続で就任し、中山競馬場が2年連続冠スポンサーとなった。
興行の様子はペイ・パー・ビュー方式によるインターネット配信が行われていたが、インターネット回線に不具合が発生し第8試合の途中でライブ配信が止まる事態が発生するなど、配信トラブルが発生。PPV視聴料は全額返金となってYouTubeで興行全編が期間限定で無料配信される異例の事態となり、翌日の会見でブシロードファイト社長の岡田太郎が謝罪した。

### 対戦カード
| 第1試合 ◆6人タッグマッチ 15分1本勝負                                |                                                       |                                                 |
| 稲葉あずさ ○弓月 天咲光由                                           | 7分1秒 ローリングアロー                               | 玖麗さやか● 八神蘭奈 HANAKO                     |
| 第2試合 ◆4WAYタッグバトル 15分1本勝負                               |                                                       |                                                 |
| 鹿島沙希 ○壮麗亜美                                                  | 7分25秒 ブルーサンダー→片エビ固め                     | SAKI 水森由菜●                                  |
| ※もう二組はテクラ＆桜井まい組、妃南＆レディ・C組                    |                                                       |                                                 |
| 第3試合 ◆岩谷麻優復帰戦 8人タッグマッチ 20分1本勝負                 |                                                       |                                                 |
| 葉月 羽南 飯田沙耶 ○岩谷麻優                                        | 10分55秒 ムーンサルトプレス→片エビ固め                | スターライト・キッド フキゲンです★● 吏南 琉悪夏 |
| 第4試合 ◆6人タッグマッチ 20分1本勝負                                |                                                       |                                                 |
| 優宇 ○高橋奈七永 AZM                                                | 11分41秒 ワンセコンドEX→片エビ固め                    | 星来芽依 白川未奈● 朱里                         |
| 第5試合 ◆ゴッデス・オブ・スターダム選手権試合 30分1本勝負           |                                                       |                                                 |
| ＜王者組＞ 上谷沙弥 ○林下詩美                                       | 16分22秒 トーチャーラックボム→エビ固め                | ＜挑戦者組＞ 渡辺桃 刀羅ナツコ●                 |
| ※第30代王者組の林下詩美＆上谷沙弥組が初防衛に成功                   |                                                       |                                                 |
| 第6試合 ◆STRONG女子選手権試合 30分1本勝負                           |                                                       |                                                 |
| ＜王者＞ ジュリア                                                   | 17分2秒 ボナノテ→TKO                                  | ＜挑戦者＞ メーガン・ベーン                     |
| ※第2代王者のジュリアが7度目の防衛に成功                             |                                                       |                                                 |
| 第7試合 ◆ワンダー・オブ・スターダム選手権試合 30分1本勝負           |                                                       |                                                 |
| ＜挑戦者＞ 安納サオリ                                               | 24分43秒 ジャパニーズオーシャンスープレックスホールド | ＜王者＞ MIRAI                                  |
| ※第19代王者のMIRAIが4度目の防衛に失敗。安納サオリが第20代王者となる |                                                       |                                                 |
| 第8試合 ◆ワールド・オブ・スターダム選手権 王座決定戦 30分1本勝負    |                                                       |                                                 |
| 舞華                                                                | 20分39秒 みちのくドライバーⅡ→片エビ固め               | 鈴季すず                                        |
| ※舞華が第17代ワールド・オブ・スターダム王者となる                   |                                                       |                                                 |

### 主な出来事
- 第1試合で弓月が自力初勝利を果たす。
- 第1試合終了後、10月から負傷欠場している中野たむが登場。ファンに向けてメッセージを発した[14]。
- 第3試合で岩谷麻優が右手小指の脱臼から約1ヶ月半ぶりに復帰した[15]。
- メインイベント終了後、ジュリアが鈴季すずに対して共闘を持ちかけ、鈴季がそれを受諾[16]。1月4日の東京ドームシティホール大会の対戦カードが変更された[13]。
- メインイベント終了後、勝利した舞華のもとに、2023年春に引退した元タッグパートナーのひめかが登場。舞華を祝福した[17]。

## STARDOM DREAM QUEENDOM 2024
2024年6月22日、国立代々木競技場第二体育館にて行われた『STARDOM THE CONVERSION』にて開催を発表。
2024年6月にスターダムが新日本プロレスリング株式会社の100％子会社になったこともあり、新日本と連携して『WRESTLE KINGDOM WEEK』の一環として行われる。
この年はイベントの「ジャパンキャンピングカーショー2025」が冠スポンサーとなった。
スタンド席の一部を封鎖するなどしていたが、結果は札止めとなり、DREAM QUEENDOMとしては過去最多動員を記録した。

### 対戦カード
| 第0試合ｰ1 ◆タッグマッチ                                      |                                                  |                                       |
| ○水森由菜 さくらあや                                         | 10分11秒 武者返し→片エビ固め                     | Chi Chi 浜辺纏●                       |
| 第0試合ｰ2 ◆シングルマッチ                                    |                                                  |                                       |
| △八神蘭奈                                                    | 15分0秒 時間切れ引き分け                         | 玖麗さやか△                           |
| 第1試合 ◆ゴッデス・オブ・スターダム選手権試合                |                                                  |                                       |
| (王者組) 渡辺桃 ●テクラ                                      | 18分5秒 バックドロップホールド                   | (挑戦者組) 羽南○ 飯田沙耶             |
| 第2試合 ◆3WAYクアトロバトル                                  |                                                  |                                       |
| ○白川未奈 月山和香 HANAKO 梨杏                               | 7分5秒 グラマラスドライバーMINA→エビ固め         | 琉悪夏 吏南 フキゲンです★● 稲葉あずさ |
| ※もう一組は鹿島沙希&妃南&レディ・C&稲葉ともか組              |                                                  |                                       |
| 第3試合 ◆8人タッグマッチ                                     |                                                  |                                       |
| 岩谷麻優 葉月 コグマ ●向後桃                                 | 10分19秒 あずみ寿司                              | AZM○ 星来芽依 鈴季すず 天咲光由       |
| 第4試合 ◆スペシャルシングルマッチ                            |                                                  |                                       |
| ○安納サオリ                                                  | 15分30秒 スペシャルポテリング                    | 岩田美香●                             |
| 第5試合 ◆スペシャルシングルマッチ 完全決着ノーフォールルール |                                                  |                                       |
| ○朱里                                                        | 0分33秒 セコンド乱入→反則勝ち                    | 小波●                                 |
| 第6試合 ◆スペシャルシングルマッチ ノーDQルール               |                                                  |                                       |
| ●舞華                                                        | 18分31秒 スワントーンボムwith有刺鉄線→片エビ固め | 刀羅ナツコ○                           |
| 第7試合 ◆ワンダー・オブ・スターダム選手権試合                |                                                  |                                       |
| (王者) ●なつぽい                                             | 23分15秒 スタースープレックスホールド            | (挑戦者) スターライト・キッド○        |
| 第8試合 ◆ワールド・オブ・スターダム選手権試合                |                                                  |                                       |
| (王者) ●中野たむ                                             | 21分29秒 旋回式スタークラッシャー→片エビ固め     | (挑戦者) 上谷沙弥○                    |

### 主な出来事
- 第1試合終了後、2025年のスケジュールが発表され、4月27日に横浜アリーナにて「ALLSTAR GRAND QUEENDOM 2025」を開催することを発表した[22]。
- 第5試合を戦った小波は、朱里の蹴りで長時間立てずに事実上のKO負けを喫した上にこの一戦で負傷したため、そのまま欠場に入った[23][24]。
- 第5試合終了後、元GLEATの福田茉耶が現れ、虎龍清花に改名してスターダムに参戦及びGod's Eyeに加入することを明かした[25]。